# DPDgroup
DPDgroup (afkorting: Dynamic Parcel Distribution), oorspronkelijk Deutscher Paketdienst, is een internationaal franchisenetwerk van pakketvervoerders. Het zwaartepunt van de vestigingen ligt in Europa, maar er zijn ook depots en samenwerkingsverbanden in andere werelddelen. DPD vervoert jaarlijks ongeveer 1,3 miljard pakketten naar wereldwijde bestemmingen. Wereldwijd heeft DPD ongeveer 75.000 medewerkers. In Nederland is het grootste deel van het werkzame personeel in de logistieke depots in dienst bij een uitzendbureau. De bezorgers werken allemaal op zzp-basis of zijn in dienst bij een ondernemer die de routes in contract heeft.
Het Nederlandse hoofdkantoor bevindt zich in Oirschot. Daarnaast zijn er logistieke depots in Nederland (Amsterdam, Rotterdam, Berkel en Rodenrijs, Etten-Leur, Rijssen, Meppel, Joure, Tynaarlo, Veenendaal) en in België (Aalter, Kortrijk, Vilvoorde, Courcelles, Flémalle, Sint-Niklaas, Lummen en Mechelen).

## Geschiedenis
In 1976 richtten achttien grote Duitse transportondernemers de franchise Deutscher Paketdienst op. Daarmee was zij in Duitsland de eerste private dienstverlener op het gebied van poststukken en pakketten. De eerste vestiging in Nederland volgde in 1993, een jaar later gevolgd door de oprichting van DPD Benelux.
In 2001 nam GeoPost SA, een dochteronderneming van de Franse Groep La Poste, een meerderheidsparticipatie in DPD.
In 2003 werd Chronopost Nederland toegevoegd aan de Nederlandse DPD-organisatie. Zij gingen verder onder de naam GeoPost Nederland.
In 2006 werd gekozen voor DPD (Dynamic Parcel Distribution) als de overkoepelende merknaam voor alle pakketvervoerders die onder GeoPost vielen. Vanaf dat moment opereerde DPD in Nederland als DPD (Nederland) B.V.
In 2015 werden de onderdelen DPD, Chronopost en Seur samengebracht onder de naam DPDgroup.